# Spodnji Stari Grad
Spodnji Stari Grad je naselje v Občini Krško.